# Bothrocara nyx
Bothrocara nyx is een straalvinnige vissensoort uit de familie van puitalen (familie) (Zoarcidae). De wetenschappelijke naam van de soort is voor het eerst geldig gepubliceerd in 2005 door Stevenson & Anderson.